# Maršal Vasiljevski (rušilec)
Maršal Vasiljevski (rusko Маршал Василевский) je bil raketni rušilec razreda Fregat Ruske vojne mornarice. Bil je del 2. divizije protipodmorniških ladij Severne flote v Severomorsku. Poimenovan je po Aleksander Mihajlovič Vasiljevski, poveljniku sovjetskega generalštaba med drugo svetovno vojno. Njegov gredelj je bil položen 22. aprila 1979 v Ladjedelnici Ždanova, splavljen je bil 29. maja 1980, v uporabo pa je bil predan 29. decembra 1981. Razvoj projekta 1155 Fregat se je začel v Severnem projektno-konstruktorskem biroju leta 1972 pod vodstvom glavnih konstruktorjev Nikolaja Pavloviča Soboljeva in Vasilija Pavloviča Mišina.
Leta 1986 je opravil bojno patruljiranje v Sredozemskem morju.
Zadnjič je bil na morju aprila 1997, ko je zaznal tujo podmornico. Stik je trajal 10 min. Konec leta 1997 je nanjo prešla posadka sestrske ladje Udaloj. Leta 2004 so bile njegove kupole AK-100 premeščene na sestrsko ladjo Vice-admiral Kulakov.
11. decembra 2006 je bil upokojen.